# الجميمة (مناخة)

تعديل مصدري - تعديل

الجميمة هي إحدى قرى عزلة بني إسماعيل بمديرية مناخة التابعة لمحافظة صنعاء، بلغ تعداد سكانها 300 نسمة حسب تعداد اليمن لعام 2004.